# 吕多维克·久利
呂多維克·久利（法語：Ludovic Giuly，1976年7月10日—）是一名法國足球員，司職中場，目前已退役。

## 生平

### 球會
古利出身於法甲球會里昂，1998年轉投另一支球會摩納哥，打法偏向於攻擊，輔助前鋒。古利在摩納哥期間，除了於2000年贏過法甲聯賽冠軍外，還於2004年協助摩納哥贏得歐冠杯亞軍。該年他轉投加泰羅尼亞的巴塞隆拿。
轉投巴塞隆拿後，古利共為巴塞上陣了50場比賽入16球，與隊中巴西的朗拿甸奴和喀麥隆的伊度奧組成攻擊前線的鐵三角。古利不但為巴塞連贏兩屆西甲聯賽冠軍，還於2006年贏得冠軍。
2007年古利加盟意甲球會罗马，轉會費為四百五十萬歐元。

### 国家队
古利向來被認為與歐冠盃有緣，但在國際賽卻偏偏不是如此，他僅為法國國家隊代表了17場國際賽。2004年他因傷缺席了該年的歐洲國家杯，2006年世界杯他又一次落選，但原因沒有透露。

## 榮譽
- 法國甲組聯賽冠軍：2000年
- 冠军：2003年
- 西班牙甲組聯賽冠軍：2005、2006年
- 西班牙超級盃冠軍：2005、2006年
- 冠軍：2006年